# Felipe Poey
Felipe Poey, född 26 maj 1799 i Havanna, Kuba, död där 28 januari 1891, var en kubansk zoolog.
Auktorsnamnet Poey kan användas för Felipe Poey i samband med ett vetenskapligt namn inom zoologin; se Wikipedia-artiklar som länkar till auktorsnamnet.